# Berrien Springs
Berrien Springs ist ein Village im äußersten Südwesten des Bundesstaates Michigan in den Vereinigten Staaten. Das U.S. Census Bureau hat bei der Volkszählung 2020 eine Einwohnerzahl von 1910 ermittelt.
Der seit 1829 besiedelte Ort ist wie das County nach John MacPherson Berrien benannt, der Zusatz Springs bezieht sich auf die hiesige Mineralquelle. 
Bedeutend für den Ort ist die Andrews University der Siebenten-Tags-Adventisten.

## Persönlichkeiten
- Samuele Bacchiocchi (1938–2008), Theologe
- Shirley Neil Pettis (1924–2016), Politikerin
- Edwin R. Thiele (1895–1986), Theologe